# Claflin-Richards House

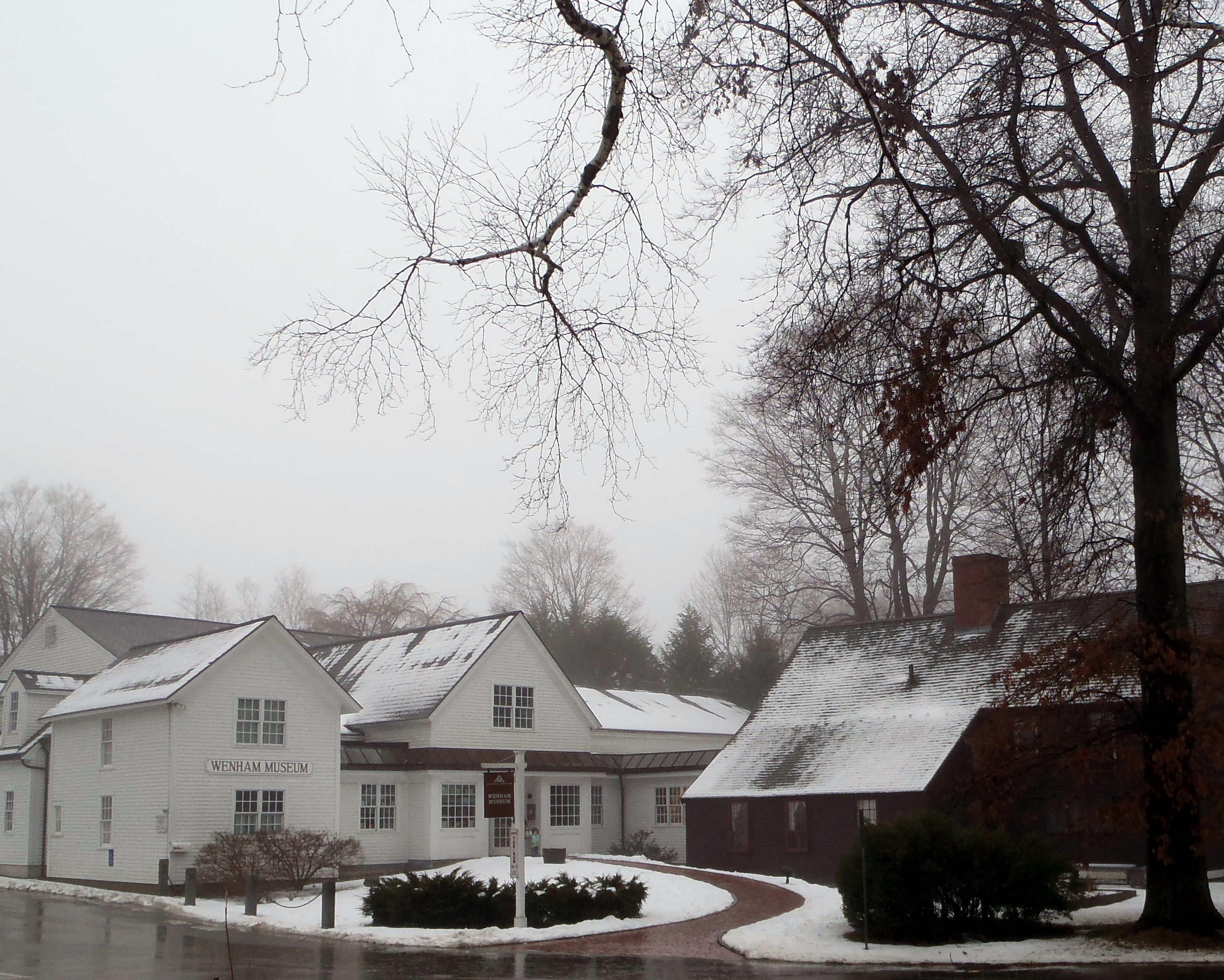
Wenham Museum und Claflin-Richards House

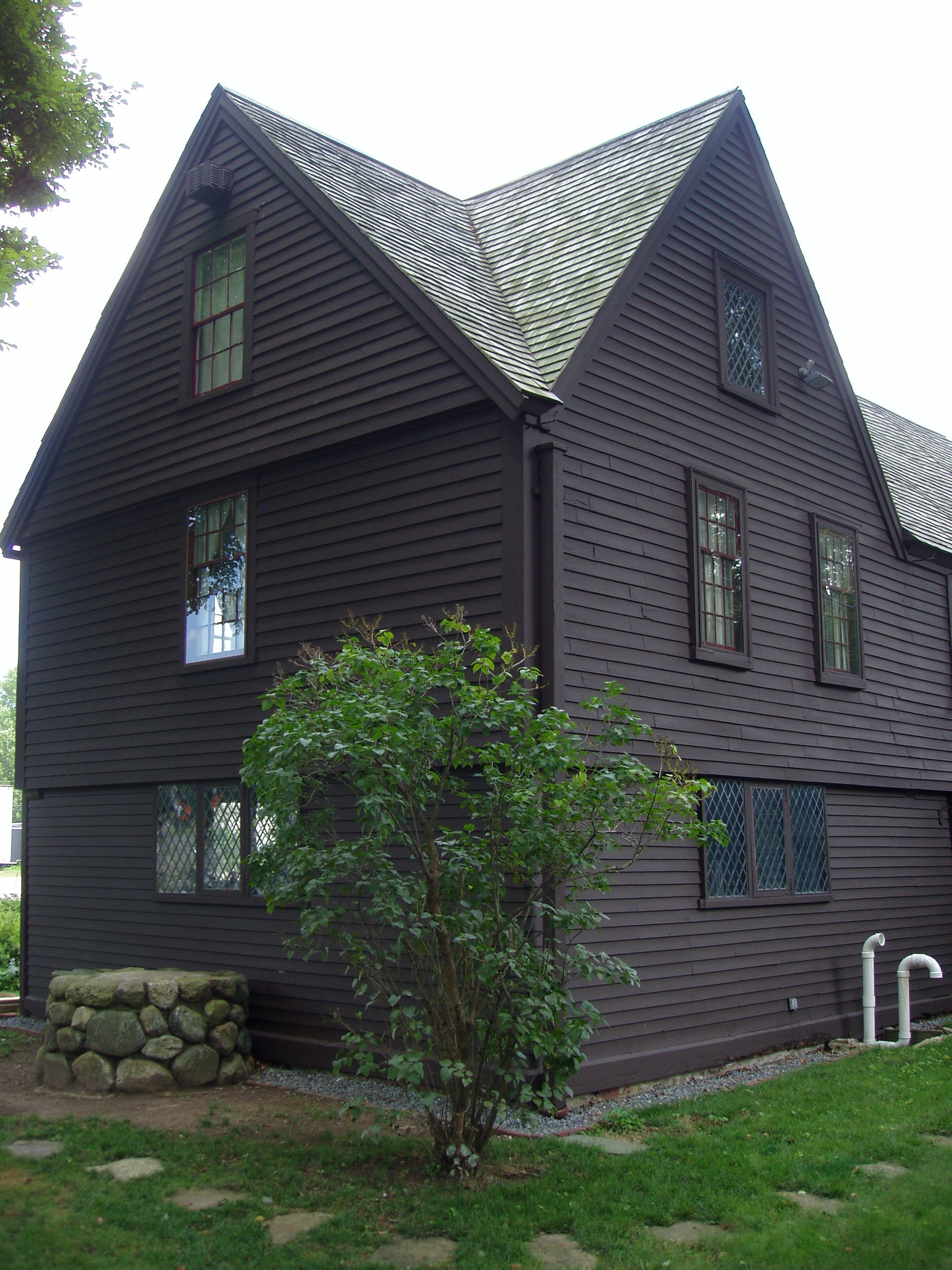
Rückseite des Claflin-Richards House

Das Claflin-Richards House oder Claflin-Gerrish-Richards House ist ein historisches Haus der First Period in der 132 Main Street, Wenham, Massachusetts, USA. Es ist Teil des gemeinnützigen Wenham Museums und kann nach Vereinbarung besichtigt werden (reguläre Führungen sind Dienstag bis Freitag um 11:00 und 14:00 sowie Samstag und Sonntag 11:30, 13:30 und 14:30).
Das Claflin-Richards House wurde um 1690 errichtet. Es hat Kielbögen, die im 16. und 17. Jahrhundert in England üblich waren. Heutzutage enthält es eine Ausstellung über die Architektur, Möbel und Kunstgegenstände aus drei Jahrhunderten: Ein Wohnzimmer (dwelling room) der First Period, ein ministerielles Empfangszimmer (minister’s parlor) aus dem späten 17. Jahrhundert, ein Schlafzimmer aus der Zeit um 1750 sowie eine viktorianisch eingerichtete Kammer. Die Möbel schließen einen wollenen Bettvorleger von 1724 und eine Eichenkommode von 1752 ein. Es wurde 1921 von der Wenham Historic Society erworben.
Das Haus wurde 1973 ins National Register of Historic Places und den Wenham Historic District eingetragen.